# 1910 في أستراليا
فيما يلي قوائم الأحداث التي وقعت خلال عام 1910 في أستراليا.

## سياسة

### تعيين في المنصب
- 29 أبريل – أندرو فيشر رئيس وزراء أستراليا.
- 3 يونيو – بيل ديني Attorney-General of South Australia [الإنجليزية]‏، Minister Controlling Northern Territory ‏.

### انتهاء فترة المنصب
- 1 يناير – روبرت جونز عضو الجمعية التشريعية نيو ساوث ويلز.
- 19 فبراير – كريس واتسون عضو مجلس النواب الأسترالي.
- 31 ديسمبر – بيل ديني Minister Controlling Northern Territory ‏.

## رياضة
- 1 يناير – البطولات الأسترالاسية 1910

## مواليد

### مايو
- 6 مايو – إميلي هود ويستاكوت لاعبة كرة مضرب أسترالية.
- 12 مايو – جون آدمسون